# 小島吉雄 (魚類学者)
小島 吉雄（小嶋 吉雄、おじま よしお、1920年1月24日 - 2005年12月28日）は、日本の魚類細胞遺伝学者。
高知市出身。1942年北海道帝国大学理学部動物学科卒。45年同副手。1955年北海道大学理学博士。1948年関西学院大学講師、51年助教授、57年教授。61年理学部教授（理学部新設）、69年理学部長、88年定年退職、名誉教授。日本魚類生物科学研究所長。1988年財団法人染色体学会理事長。1980年兵庫県科学賞、1993年勲三等瑞宝章。

金魚の祖先が中国の鮒の一種「鯽」であることをつきとめた。

## 著書
- 『生物学新叢』啓文社 1959
- 『魚類細胞遺伝学』水交社 1983
- 『魚のはなし』技報堂出版 1988

共著
『魚の世界 ミクロからマクロへ』高井明徳共著 裳華房 ポピュラーサイエンス 1995
- 翻訳
- Alan E.Nourse『科学者になる人のために』金野正共訳 槙書店 1967